# Tel Aviv Pride

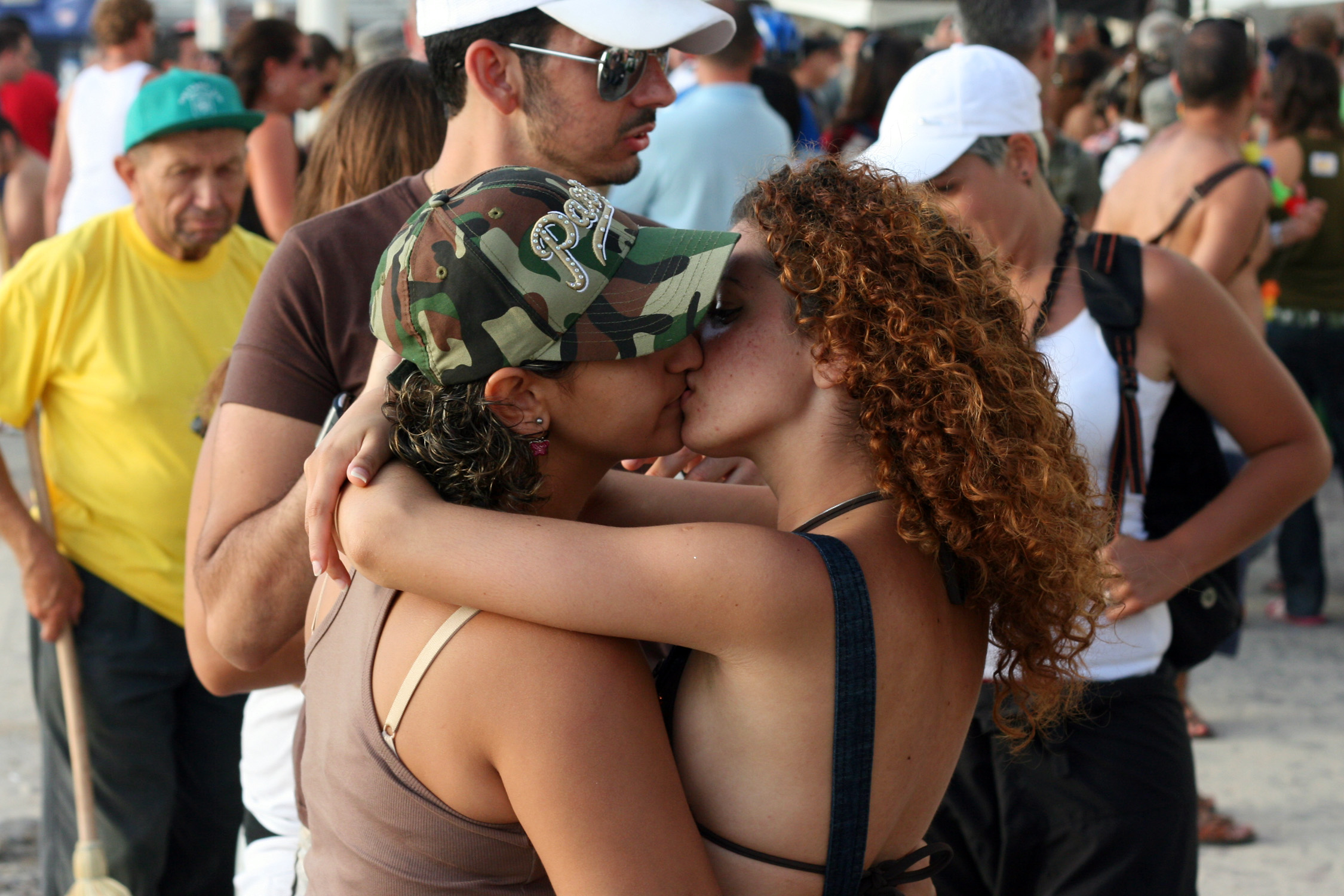
Tel Aviv Pride-paraden 2007.

Tel Aviv Pride (Hebreiska: גאווה תל אביבית, Arabiska: مثلي الجنس فخر تل أبيب) är en årligen återkommande veckolång serie av evenemang i Tel Aviv ,som främst riktar sig till HBTQ-personer (homo- och bisexuella, transpersoner och queera). Den har hållits sedan 1979 och äger normalt rum andra veckan i juni, som en del av den internationella högtidligheten Gay Pride-månaden. Det viktigaste evenemanget, som äger rum på fredagen, är själva Prideparaden, som lockar över 250 000 deltagare. Från och med juni 2019 är det den största HBT-paraden i Asien.

## Historisk bakgrund
Gayrättigheter i Israel har utvecklats drastiskt sedan åren efter det brittiska Palestinamandatet, då homosexualitet förbjöds. I klausulen stod det att "varje man som tillät en annan man att ha samlag med honom riskerade upp till tio års fängelse." På 1960-talet beskrev den israeliske inrikesministern, Dr. Yosef Burg, frasen "homosexuell" "jude" som en oxymoron, med tanke på det bibliska förkastandet av queerbeteende. Detta bildar en ram för tidigare negativa uppfattningar om homosexualitet bland israeliska politiker. Den lag i Israel, som en gång förbjöd homosexualitet, ändrades den 22 mars 1988, vilket i praktiken avkriminaliserade homosexualitet.

## Prideparad
Det första evenemanget som många anser är det första "Pride"-evenemanget som ägde rum i Israel, var en protest 1979 på Kings of Israel Square. Första gången som Tel Aviv Pride Parade ägde rum var 1993.
Paraden samlas och börjar vid Meir Park, sedan går den längs Bugrashov Street, Ben Yehuda Street och Ben Gurion Boulevard, och kulminerar med en fest i parken Gan Charles Clore vid havet. Det rapporterades om 200 000 deltagare under 2016, vilket gör det till en av de största paraderna i världen. Paraden är det största pridefirandet på kontinentala Asien, och lockade mer än 200 000 människor 2017, cirka 30 000 av dem turister. Det var fler än 250 000 deltagare rapporterade både 2018 och 2019. Från och med juni 2019 är Tel Aviv Pride det största HBTQ-evenemanget i Asien, och Tel Aviv är även den första staden i Israel som är värd för en Prideparad. Årliga mindre prideparader hålls också i Jerusalem, Haifa och Be'er Sheva.

## Som en del av Tel Avivs kultur

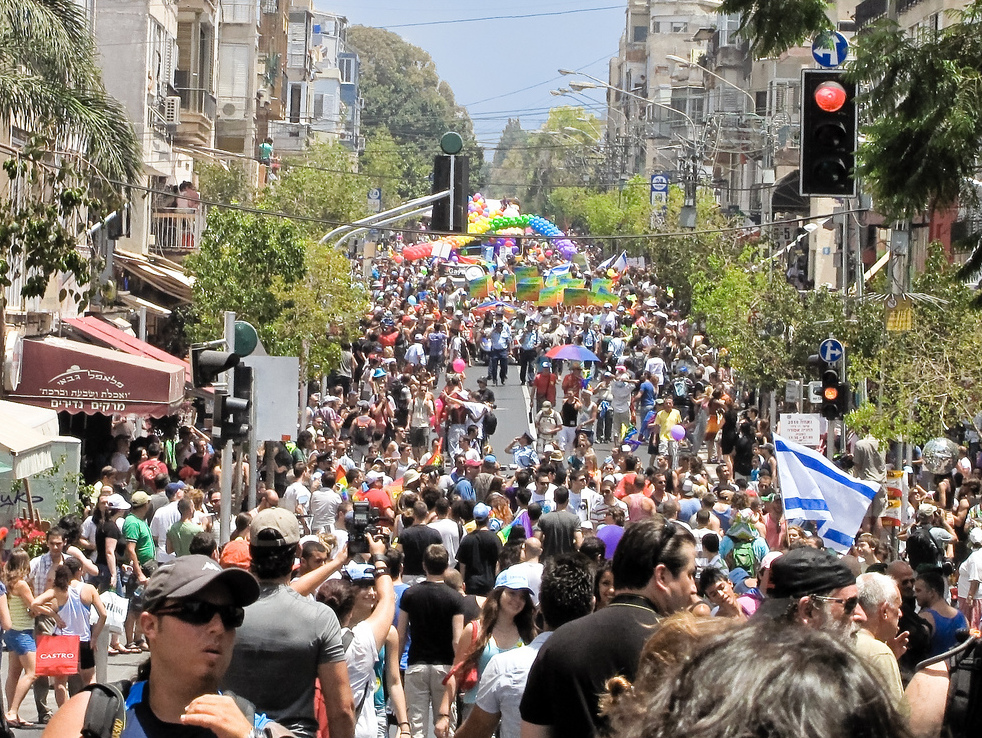
Tel Aviv Pride 2010

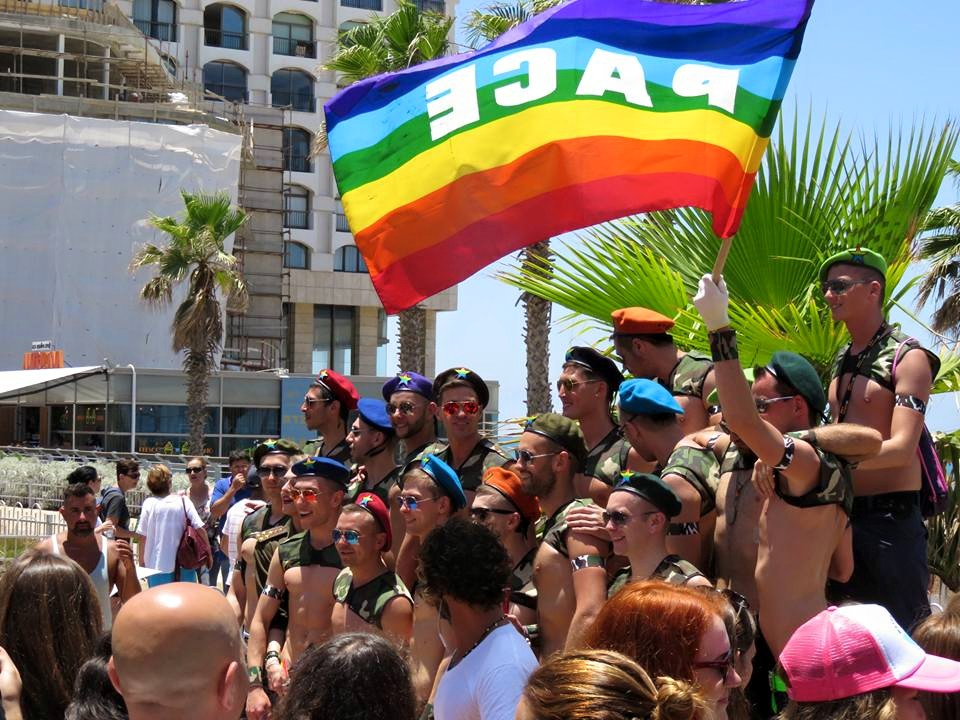
Tel Aviv Pride 2015. Bograshov Street

Under de första åren av Prideparaden var majoriteten av deltagarna politiskt motiverade. Senare, när paraden växte, kom personer som deltog med föreställningen att paraden skulle fokusera på hbtq-rättigheter, jämlikhet och jämlik representation, och inte bör användas som en scen för radikal politik, som inte accepteras av de flesta av paradens deltagare. Gradvis blev paraden mindre politisk på grund av deltagandets omfattning och mångfald. Under de senaste åren har paradens rykte för inkludering, tillsammans med Tel Avivs världsklasstatus som en gayvänlig destination och en mycket bra feststad, lockat mer än 100 000 deltagare från alla delar av världen.
År 2000 hade paraden utvecklats från att vara en politisk demonstration och blev mer av ett socialt underhållningsevenemang och gatufirande.
Den elfte Tel Aviv Pride Parade, som ägde rum 2008, åtföljdes av öppnandet av HBT-centret i Tel Aviv. Detta är det första kommunala gaycentret i Israel. Dess syfte är att tillhandahålla tjänster specifikt för medlemmar i stadens HBT-gemenskap, såsom hälsovård, kulturevenemang, möten med olika HBT-grupper, ett kafé och mycket annat.

## Kritik mot paraden
I Israel har HBT-aktivistgrupper också kritiserat turistministeriet för att oproportionerligt fördela medel till HBT-turism, i motsats till de verkliga HBT-aktivistorganisationerna. 2016 spenderade ministeriet för turism 3 miljoner dollar på en kampanj som avslutades med ett pressmeddelande som annonserades med ett regnbågsprytt flygplan som ministeriet skulle använda för att transportera homosexuella bloggare och journalister till Israel. Samtidigt får israeliska HBT-organisationer bara en tiondel av det belopp som budgeterats för denna annons på årsbasis. Dessa oproportionerliga utgifter gjorde ledare för hbt-organisationerna upprörda och fick Chen Arieli och Imri Kalman, som var medordförande i The Aguda – Israels hbt-arbetsgrupp, att hota att ställa in paraden. Paraden ägde ändå rum det året, men det huvudsakliga resultatet av detta hot var att turistministeriet stoppade sin budget för att locka gayturism och lade till separata poster till sin budget för HBT-organisationer.

## Stöd till paraden
Förespråkare för Prideparaden hävdar att det är en effektiv mekanism för att integrera HBTQ-gemenskapen i det israeliska samhället. Även om paraden kunde ha resulterat i ökad homofobi och antigaystämning, har den främjat positiva relationer mellan grupper. Paraden stöds också ekonomiskt och logistiskt av Tel Avivs stad. Detta var resultatet av konsekventa förfrågningar från Aguda, Israels HBT-arbetsgrupp, under paradens första fem år.